# زهرا رضایی
زهرا رضایی جعفری (زاده ۴ اسفند ۱۳۷۳) بازیکن راست دست هاکی روی یخ اهل ایران است. رضایی عضو تیم آیس باکس ایران مال و مدافع تیم ملی هاکی روی یخ بانوان ایران است. وی در مسابقات هاکی روی یخ بانوان قهرمانی آسیا و اقیانوسیه ۲۰۲۳ به مدال تیمی نقره دست یافت.
رضایی در این بازی‌ها در هر ۶ مسابقه به میدان رفت.
زهرا رضایی زننده تک گل بازی فینال مقابل تایلند است.